# Ernst Pappermann
Ernst Pappermann (* 26. November 1942 in Bigge; † 22. Oktober 2011 in Köln) war ein deutscher Jurist.

## Werdegang
Pappermann studierte Rechtswissenschaften und Verwaltungswissenschaften. Er promovierte 1967 an der Universität Köln. Danach war er wissenschaftlicher Assistent an der Universität Bochum, später Rechtsrat in Dortmund. Sowohl in seiner Dissertation als auch in Beiträgen in österreichischen und schweizerischen juristischen Fachzeitschriften beschäftigte er sich mit dem liechtensteinischen Recht.
Von 1971 an war Pappermann Beigeordneter beim Landkreistag Nordrhein-Westfalen.
1976 wurde er erster Direktor der neu gegründeten Fachhochschule für öffentliche Verwaltung Nordrhein-Westfalen (FHöV NRW). 1980 kam er zum Deutschen Städtetag, war dort zunächst stellvertretender Hauptgeschäftsführer, von 1986 bis 1990 Hauptgeschäftsführer.
Er war Honorarprofessor an der Hochschule für Verwaltungswissenschaften in Speyer und Hauptschriftleiter der Zeitschrift Verwaltungsrundschau.

## Trivia
Unter dem Namen Pappermann verlegt der Verlag C. H. Beck eine Loseblatt-Sammlung mit rund 140 in NRW geltenden Bundes- und Landesgesetzen, Rechtsverordnungen und Verwaltungsvorschriften. Diese Sammlung ist vor allem auf die Bedürfnisse der Angehörigen der HSPV NRW ausgelegt.

## Ehrungen
- 2001: Verdienstorden des Landes Nordrhein-Westfalen